# Wilhelm Dittgen

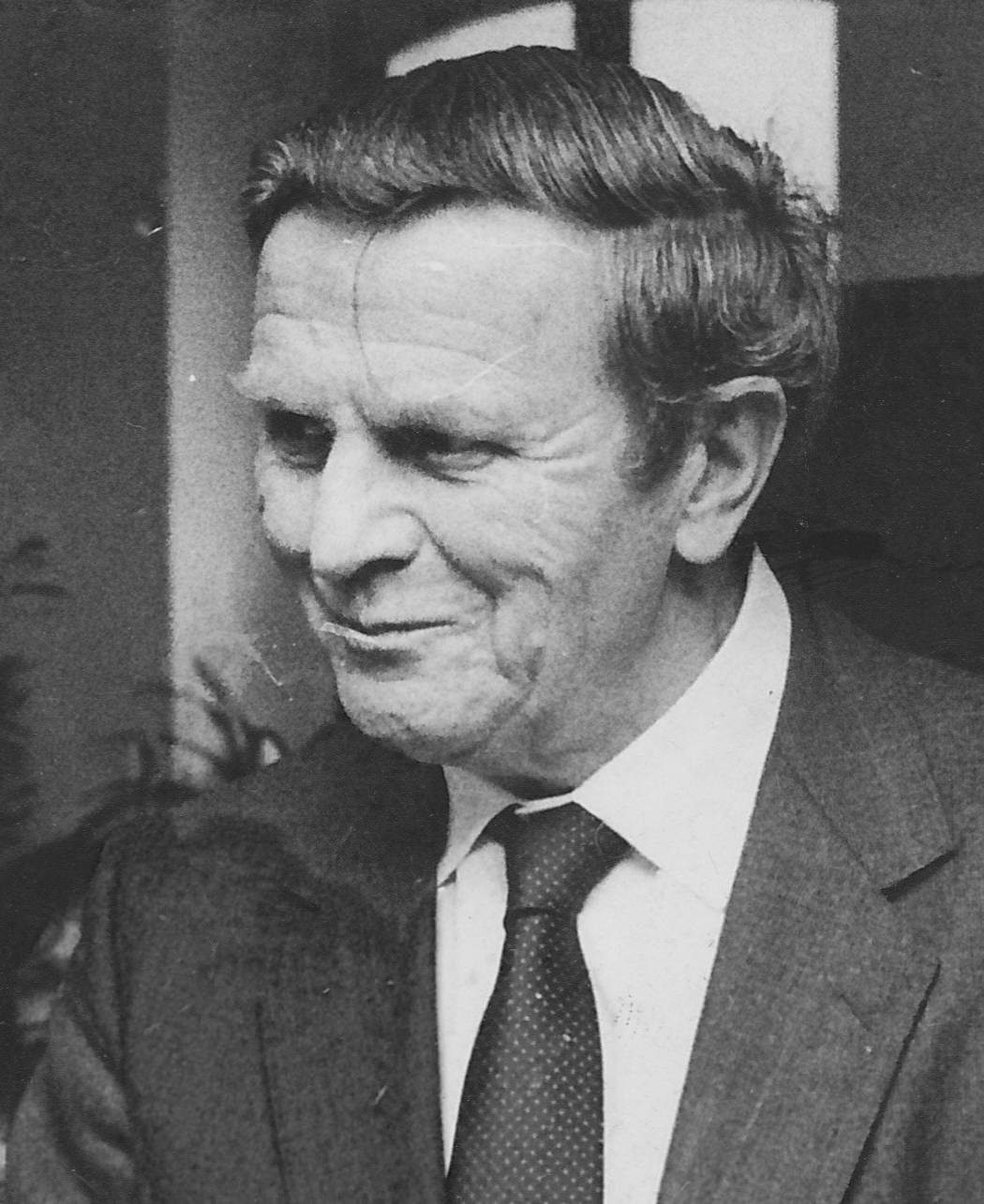
Willi Dittgen (1984)

Wilhelm Dittgen (* 18. November 1912 in Düsseldorf; † 21. März 1997 in Dinslaken) war ein deutscher Kulturamtsleiter, Volkshochschulleiter und Heimatforscher.

## Leben
„Willi“ Dittgen verbrachte seine Schulzeit in Dinslaken und arbeitete von 1938 bis 1939 als Lokalredakteur bei der nationalsozialistischen Nationalzeitung in Dorsten. 1945 wurde er als amerikanischer Kriegsgefangener mit Lehr- und Umerziehungsaufgaben im Rahmen des amerikanischen „Reeducation“-Programms in einem Gefangenenlager für deutsche Jugendliche bei Attichy eingesetzt. 1946 beauftragte ihn Dinslakens erster Nachkriegs-Bürgermeister und Landrat, Josef Zorn, sein ehemaliger Deutschlehrer am Gymnasium, mit dem Aufbau eines neuen Kulturlebens im Kreis Dinslaken. Als Leiter des Kultur- und Presseamtes organisierte er Konzerte und Theateraufführungen, gab die entscheidenden Impulse für Aufbau des Heimatmuseums und der Volkshochschule, deren Leitung er übernahm. Mitbegründer war er beim Madrigalchor und Kammerorchester.
Im Verein für Heimatpflege Land Dinslaken übernahm Dittgen von 1950 bis 1996 die Aufgabe des Geschäftsführers. Dittgen ist Autor zahlreicher heimatkundlicher Bücher. Er gestaltete redaktionell und als Autor 30 Jahrgänge Heimatkalender und Jahrbücher für den Kreis Dinslaken und zuletzt für den Kreis Wesel. Seine besondere Sorge galt der Erhaltung der Bau- und Kunstdenkmäler im Kreis Dinslaken. Sein Sohn ist der Politologe Herbert Dittgen.
Aus Anlass des 100. Geburtstages erinnerte Hans-Hermann Bison, ein Weggefährte des Heimatforschers, an dessen heimatkundliches Schaffen. Diese Rede war auch der Ausgangspunkt für einen Beitrag 2017 im Jahrbuch des Kreises Wesel über Dittgen.

## Auszeichnungen
- Rheinlandtaler des Landschaftsverbandes Rheinland, 1983
- Bundesverdienstkreuz am Bande (6. Februar 1984)[1]
- Dinslakener Pfennig des Vereins für Heimatpflege Land Dinslaken e.V., 1996

## Schriften
- Der Kinderkäfig von Attichy. Ein Erlebnisbericht- Schiffer, Rheinberg 1957
- Bewegte Zeit. Der Kreis Dinslaken in den Jahren 1909–1959. Hrsg. vom Landkreis Dinslaken anlässlich seines 50-jährigen Bestehens, Dinslaken 1959
- Kunst am Niederrhein. Ein Führer zu den Kulturstätten und Kunststätten des unteren Niederrheins. Karl Lange, Duisburg 1965
- Die Hüchtenbrucks und die Gröninger. Das Hünxer Epitaph, ein Werk des Joh. Wilh. Gröninger, In: Heimatkalender für den Kreis Dinslaken 1967, S. 64–70
- Zwischen den Kriegen: 1919–1939. Unruhige Zeit zwischen Ruhr und Lippe, hrsg. vom Verein für Heimatpflege Land Dinslaken, 1977
- Die Pfarrkirche Sankt Vincentius in Dinslaken, Neuss, Gesellschaft für Buchdruckerei 1981 (Rheinische Kunststätten; 257)
- Gemeinde Hünxe an der Lippe. Neusser Druckerei und Verlag 1983 (Rheinische Kunststätten, 279)
- Der Übergang: das Ende des Zweiten Weltkrieges in Dinslaken und Umgebung, Verein für Heimatpflege Land Dinslaken, 1983
- Stationen. 550 Jahre Pfarrgemeinde St. Vincentius Dinslaken, Dinslaken 1986
- Betty Tendering und Der grüne Heinrich. Haus Ahr in der Literaturgeschichte. Jahrbuch Kreis Wesel, Jg. 11, 1990. Boss, Kleve 1989, S. 13–20
- Jeffersons Rheintour, oder, Das ökonomische Himmelbett: ein Reisetagebuch des späteren Präsidenten der Vereinigten Staaten Thomas Jefferson aus dem Jahre 1788, am Vorabend der Französischen Revolution, mit Ratschlägen und Hinweisen für seine Landsleute, übersetzt und kommentiert von Willi Dittgen. Mercator, Duisburg 1991
- Der Nachruhm des großen Friedrich Althoff, in: Jahrbuch Kreis Wesel, Jg. 15, 1994. Mercator, Duisburg 1993, S. 10–14